# Josef Gruber (Mediziner, 1827)

Josef Gruber

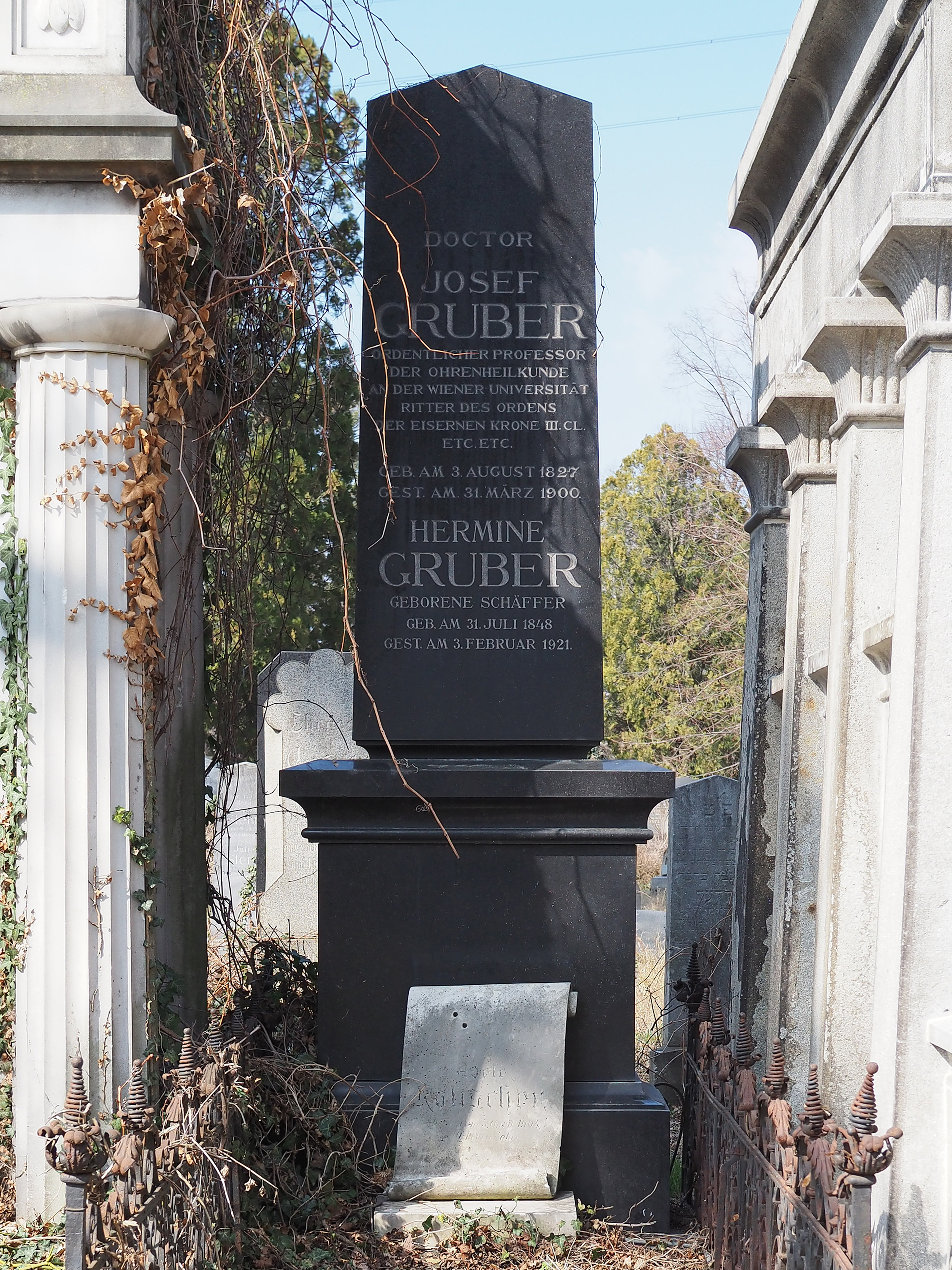
Grab von Josef Gruber auf dem Wiener Zentralfriedhof

Josef Gruber (* 4. August 1827 in Kosolup, Böhmen; † 31. März 1900 in Wien) war ein österreichischer Mediziner auf dem Gebiet der Ohrenheilkunde.

## Leben
Josef Gruber studierte an der Universität Wien Medizin. 1855 schloss er das Studium als Doktor der Medizin und Doktor der Chirurgie ab. Anschließend war er fünf Jahre lang am Allgemeinen Krankenhaus der Stadt Wien Sekundararzt.
Autodidaktisch eignete er sich theoretisches Wissen und praktisches Können auf dem Sektor der Ohrenheilkunde an, da diese zum damaligen Zeitpunkt noch kein eigenes Lehrfach an der Wiener Universität war. 1862 erfolgte die Ernennung zum Ohrenarzt des k.k. Allgemeinen Krankenhauses, außerdem wurde ihm dort ein Raum für eine „oriatrische Ambulanz“ zur Verfügung gestellt. Gemeinsam mit Adam Politzer habilitierte er sich 1863 an der Universität Wien für theoretische und praktische Ohrenheilkunde.
Mit Unterstützung durch Carl von Rokitansky gelang es den beiden, am AKH eine Ohrenklinik zu schaffen mit 11 Männerbetten für Gruber und acht Frauenbetten für Politzer. Beide wirkten als unbezahlte Extraordinarien und wurden 1894 zu unentgeltlich tätigen Titularordinarien der Ohrenklinik – der ersten Universitätsohrenklinik weltweit – bestellt. Zumindest 1894 war Josef Gruber auch am Leopoldstädter Kinderspital tätig.
Josef Gruber wurde nach einem Ehrenjahr 1898 pensioniert. Für seine Tätigkeiten wurde er mit dem GVK mit Krone, dem Orden der Eisernen Krone III. Klasse ausgezeichnet und wurde zum Commandeur des königlich-griechischen Erlöser-Ordens ernannt.
Seine letzte Ruhestätte fand Josef Gruber in der alten israelitischen Abteilung des Wiener Zentralfriedhofes.

## Schriften
- Anatomisch-physiologische Studien über das Trommelfell und die Gehörknöchelchen, C. Gerold, Wien, 1867.
- Lehrbuch der Ohrenheilkunde mit besonderer Rücksicht auf Anatomie und Psysiologie, C. Gerold, Wien, 1888.